# Hilton Ruiz
Hilton Ruiz, né le 29 mai 1952 et décédé le 6 juin 2006, est un pianiste de jazz portoricain.

## Discographie
- 1980 - Painted Lady / In Paris : Abbey Lincoln avec Archie Shepp et Hilton Ruiz (Blue Marge 1003)
- 1981 - The People's Music (Jazz Unité 103)
- 1981 - Green Street (Jazz Unité 104)